# 시메옹프랑수아 베르뇌
시메옹프랑수아 베르뇌(Siméon-François Berneux, 1814년 5월 14일 ~ 1866년 3월 7일)는 파리 외방전교회 소속의 프랑스인 선교사로 조선의 천주교 박해 때에 순교한 한국 천주교의 103위 성인 중에 한 사람이다. 한국 이름은 장경일(張敬一)이다.

## 생애
베르뇌는 1814년에 프랑스 르망 교구 소속의 샤토 뒤 루와 마을에서 태어났다. 그는 르망 교구의 소신학교와 신학대학교에서 공부했고, 1837년 5월 20일에 사제 서품을 받은 뒤, 르망 대신학교에서 철학 교수로 재직하던 중 1839년에 파리 외방전교회에 입회하였다.
그는 1840년에 프랑스를 떠나 베트남의 통킹과 청나라의 만주에서 14년 동안을 선교하였다. 1841년에 통킹에서 한 차례 체포되어 사형을 선고 받았지만, 2년간의 수감생활 끝에 석방되었다. 그 후 청나라로 가서 만주 교구에서 12년을 선교하였다. 그는 1854년에 만주 교구의 보좌 주교로 임명되었고, 그 해 12월 27일에 주교로 성성되었다.
그는 1853년 조선 천주교회 교구장 페레올 주교가 병들어 죽음으로 그 후임으로 베르뇌 주교가 제4대 교구장(카프사의 명의주교)이 되었고, 1856년에 조선으로 입국하였다. 그 후 10년 동안 조선 교회의 발전을 위해 헌신 하였는데, 베론 신학교를 설립하였고, 한양에 2 개의 인쇄소를 차리는 등 천주교의 교세 확장에 커다란 공헌을 하였다. 박해받는 교회인 조선 천주교회의 특수성에 비추어 베르네 주교에게는 교황청의 비준 없이도 사제 서품을 줄 수 있는 권리가 있었다. 그는 뮈텔 주교, 리델 신부 등과 함께 천주교의 세력을 넓혀, 고종이 즉위하기까지에는 신도수가 2만여 명에 이르렀으며, 왕실 안까지 복음을 전파하였다.
그는 1866년 병인박해로 1866년 2월 23일에 한양에서 체포되었고, 3월 7일에 새남터에서 브르트니에르 신부와 도리 신부 그리고 볼리외 신부 등과 함께 군문효수형을 받고 순교하였다. 그를 비롯한 프랑스 선교사들의 처형은 프랑스가 병인양요를 일으켜 조선을 침략하는 구실이 되었다. 물론 프랑스가 병인양요를 일으킨 진짜 이유는 천주교 탄압을 구실로 전쟁을 일으켜 세력을 넓히려는 제국주의였다. 그가 순교한 후 그의 전기가 프랑스에서 발간되었다.

## 시복 · 시성
베르뇌 시메온 주교는 1968년 10월 6일에 로마 성 베드로 대성당에서 교황 바오로 6세가 집전한 24위 시복식을 통해 복자 품에 올랐고, 1984년 5월 6일에 서울특별시 여의도에서 한국 천주교 창립 200주년을 기념하여 방한한 교황 요한 바오로 2세가 집전한 미사 중에 이뤄진 103위 시성식을 통해 성인 품에 올랐다.

## 같이 보기
- 병인박해

## 참고 문헌
- 가톨릭 사전: 베르뇌
- Catholic Bishop's Conference Of Korea. 103 Martryr Saints: 베르뇌 시므온 Simeon Berneux 보관됨 2014-11-29 - 웨이백 머신
- 이 문서에는 다음커뮤니케이션(현 카카오)에서 GFDL 또는 CC-SA 라이선스로 배포한 글로벌 세계대백과사전의 내용을 기초로 작성된 글이 포함되어 있습니다.

| 전임 페레올 | 제4대 천주교 조선교구장 1854년 - 1866년 | 후임 다블뤼 |